# Bruno Racine
Pour les articles homonymes, voir Racine.
Bruno Racine, né le 17 décembre 1951 à Paris, est un haut fonctionnaire et écrivain français.

## Biographie
Fils de Pierre Racine, conseiller d'État, et d'Edwina Morgulis, neveu de Paul Racine, secrétaire particulier de Philippe Pétain, Bruno Racine fait ses études à l'Établissement La Rochefoucauld puis au lycée Louis-le-Grand avant d'entrer à l'École normale supérieure (promotion 1971 Lettres) et d'obtenir l'agrégation de lettres classiques. Il suit également les cours de l'Institut d'études politiques de Paris et entre à l'École nationale d'administration en 1977.
Il sort de l'ENA à la Cour des comptes où il est nommé auditeur en 1979 puis conseiller référendaire en 1983. Le 5 septembre 1981, il épouse Béatrice de Bégon de Larouzière-Montlosier, avec laquelle il a quatre enfants (Louis, Pauline, Sabine, Pierre) .
Il entre au service des affaires stratégiques et du désarmement du ministère des Relations extérieures (1983-1986) avant de rejoindre le cabinet de Jacques Chirac, Premier ministre, en qualité de chargé de mission (1986-1988).
En 1988, il est nommé directeur des affaires culturelles de la Ville de Paris, fonction qu'il occupe jusqu'en 1993. Il rejoint alors le cabinet d'Alain Juppé, ministre des Affaires étrangères, en qualité de chargé de mission auprès du ministre et parallèlement directeur du Centre d'analyse et de prévision (1993-1995), puis le suit à Matignon comme chargé de mission auprès du Premier ministre, plus particulièrement chargé des dossiers stratégiques et culturels (1995-1997).
Promu conseiller-maître à la Cour des comptes (1996), il devient directeur de l'Académie de France à Rome, Villa Médicis (1997-2002) avant d'être nommé président du Centre Georges-Pompidou (2002).
Le 28 mars 2007, il est nommé en Conseil des ministres président de la Bibliothèque nationale de France à compter du 2 avril, succédant à Jean-Noël Jeanneney qui avait atteint la limite d'âge pour cette fonction. Son mandat est renouvelé pour 3 ans par le Conseil des ministres du 24 mars 2010. Il est à nouveau reconduit pour la même durée le 27 mars 2013.
Le 25 octobre 2011, il est élu à la tête du conseil d’administration de la fondation Europeana.
Il préside par ailleurs le conseil d'administration de la Fondation pour la recherche stratégique (en) (depuis 2001) et le Haut Conseil de l'éducation (de 2005 à 2013).
Le 21 février 2017, il est nommé président de l'Association pour la promotion de la bande dessinée à Angoulême, créée à l'initiative du ministère de la Culture et de la Communication après les vives polémiques suscitées par l'édition 2016 du Festival international de la bande dessinée.
Il est membre permanent du jury du Prix des prix littéraires depuis 2011.
En 2018, il est candidat sans succès à l'Académie française.
En avril 2019, Franck Riester, alors ministre de la Culture, lui confie « en sa qualité de conseiller maître à la Cour des comptes, une mission prospective sur l’état des mutations que les activités de création ont pu connaître ces trente dernières années. Cette réflexion globale dev[ant] permettre d’adapter les politiques publiques existantes en faveur des artistes, auteurs et créateurs ». Le rapport sur le statut des artistes-auteurs, « L’auteur et l’acte de création » (dit « rapport Racine »), est remis au ministre le 22 janvier 2020 et comporte notamment une série de 23 recommandations,.
Le 2 décembre 2019, il est l'une des trois personnalités qualifiées nommées au conseil d'administration de l'Établissement public chargé de la conservation et de la restauration de la cathédrale Notre-Dame de Paris,.
Le 15 janvier 2020, il est nommé à la direction du palais Grassi et de la Punta della Dogana, à la place de Martin Bethenod.

## Œuvre

### Ouvrages
- Le Gouverneur de Morée (roman), Grasset, 1982, 243 p.  (ISBN 2-246-24901-5)

Prix du premier roman et prix Paul-Flat de l’Académie française en 1983
- Terre de promission (roman), Grasset, 1986, 234 p.  (ISBN 2-246-37211-9)
- Au péril de la mer, Grasset, 1991, 209 p.  (ISBN 2-246-21141-7)

Prix des Deux Magots
- La Séparation des biens (roman), Grasset, 1999, 134 p.  (ISBN 2-246-57671-7)

Prix La Bruyère de l'Académie française
- Bruno Racine ; photogr. d'Alain Fleischer, L'Art de vivre à Rome, Flammarion, 1999, 224 p.  (ISBN 2-08-200275-6)

accompagné d'un livret ill. de 24 p.
Grand prix du livre des arts de la Société des gens de lettres
- Bruno Racine ; photogr. d'Alain Fleischer, L'Art de vivre en Toscane, Paris, Flammarion, coll. « L'art de vivre », 2000, 223 p.  (ISBN 2-08-200290-X)
- Le Tombeau de la chrétienne  (roman), Grasset, 2002, 219 p.  (ISBN 2-246-63411-3)
- Bruno Racine ; photogr. d'Alain Fleischer, Toscane, Flammarion, coll. « Invitation au voyage », 2004, 156 p.  (ISBN 2-08-201241-7)
- Jean Hélion – exposition, Paris, Centre Georges Pompidou, du 8 décembre 2004 au 6 mars 2005, Musée Picasso (Barcelone), du 17 mars au 19 juin 2005, New York, National Academy Museum, du 14 juillet au 9 octobre 2005, Paris, Centre Pompidou, coll. « Classiques du 20e siècle », 2004, 253 p.  (ISBN 2-84426-255-4)

textes de Didier Ottinger, Matthew Gale, François Bon et coll. ; préface de Alfred Pacquement et de Bruno Racine ; commissariat Didier Ottinger
- Le Côté d'Odessa (roman), Grasset, 2007, 234 p.  (ISBN 978-2-246-68171-7)
- Google et le Nouveau Monde, Plon, coll. « Tribune libre », 2010, 149 p.  (ISBN 978-2-259-21203-8)
- Bruno Racine, Marc Tessier, Jean-Noël Jeanneney, François Samuezlson, Bernard Fixot, Teresa Cremisi (préf. de Luc Ferry), La Révolution du livre numérique : état des lieux, débats, enjeux, éditions Odile Jacob, coll. « Penser la société », 2011, 209 p.  (ISBN 978-2-7381-2575-0)
- Adieu à l'Italie  (roman), éditions Gallimard, 2012, 97 p.  (ISBN 978-2-07-013902-6)
- La Voix de ma mère (roman), éditions Gallimard, 2016, 127 p.  (ISBN 978-2-07-017830-8)

### Articles
- « Un administrateur ami des arts », Perspective, 3 | 2006, 430-432 [mis en ligne le 31 mars 2018, consulté le 04 février 2022. URL : http://journals.openedition.org/perspective/4255 ; DOI : https://doi.org/10.4000/perspective.4255].

## Décorations et distinctions
- Officier de la Légion d'honneur

Décret du 21 mars 2008 ; chevalier du 3 septembre 1998
- Commandeur de l'ordre des Arts et des Lettres[16]
- Commandeur de l'ordre du Mérite de la République italienne‎ [17]
- Officier de l'ordre du Mérite culturel de Monaco[18]
- Prix Paul-Flat de l’Académie française en 1983
- Prix La Bruyère de l'Académie française en 1999